# Delići
 Delići  (olaszul: Delici) falu Horvátországban Isztria megyében. Közigazgatásilag Vrsarhoz tartozik.

## Fekvése
Az Isztriai-félsziget nyugati részén, a Poreština területén Porečtől 10 km-re délkeletre, községközpontjától 8 km-re északkeletre, a Lim-öböltől északre fekvő termékeny vidéken fekszik. Az Isztriát átszelő, 21-es számú főútról a Vrsarra menő 5002-es úttól Bralićin keresztül egy bekötőúton közelíthető meg.

## Története
1880-ban 12, 1910-ben 15 lakosa volt. Az első világháború következményei nagy politikai változásokta hoztak Isztrián. 1920-tól 1943-ig Isztriával együtt olasz uralom alá tartozott. Az olasz kapitulációt (1943. szeptember 8.) követően Isztria német megszállás alá került, amely 1945-ig tartott. A település végül csak 1945. május elején szabadult fel. A háborút hosszas diplomáciai harc követte Jugoszlávia és Olaszország között Isztria birtoklásáért. Az 1947-es párizsi békekonferencia Jugoszláviának ítélte, aminek következtében az olasz anyanyelvű lakosság Olaszországba menekült. 1991-óta a független Horvátországhoz tartozik. 2011-ben 21 lakosa volt, mezőgazdaságból (gabona, szőlő, olajbogyó) és állattartásból éltek.

## Lakosság
| Lakosság változása | Lakosság változása | Lakosság változása | Lakosság változása | Lakosság változása | Lakosság változása | Lakosság változása | Lakosság változása | Lakosság változása | Lakosság változása | Lakosság változása | Lakosság változása | Lakosság változása | Lakosság változása | Lakosság változása | Lakosság változása |
| ------------------ | ------------------ | ------------------ | ------------------ | ------------------ | ------------------ | ------------------ | ------------------ | ------------------ | ------------------ | ------------------ | ------------------ | ------------------ | ------------------ | ------------------ | ------------------ |
| 1857               | 1869               | 1880               | 1890               | 1900               | 1910               | 1921               | 1931               | 1948               | 1953               | 1961               | 1971               | 1981               | 1991               | 2001               | 2011               |
| 0                  | 0                  | 12                 | 16                 | 23                 | 15                 | 0                  | 0                  | 27                 | 29                 | 19                 | 12                 | 11                 | 19                 | 21                 | 21                 |